# 25-ös villamos (Bécs)

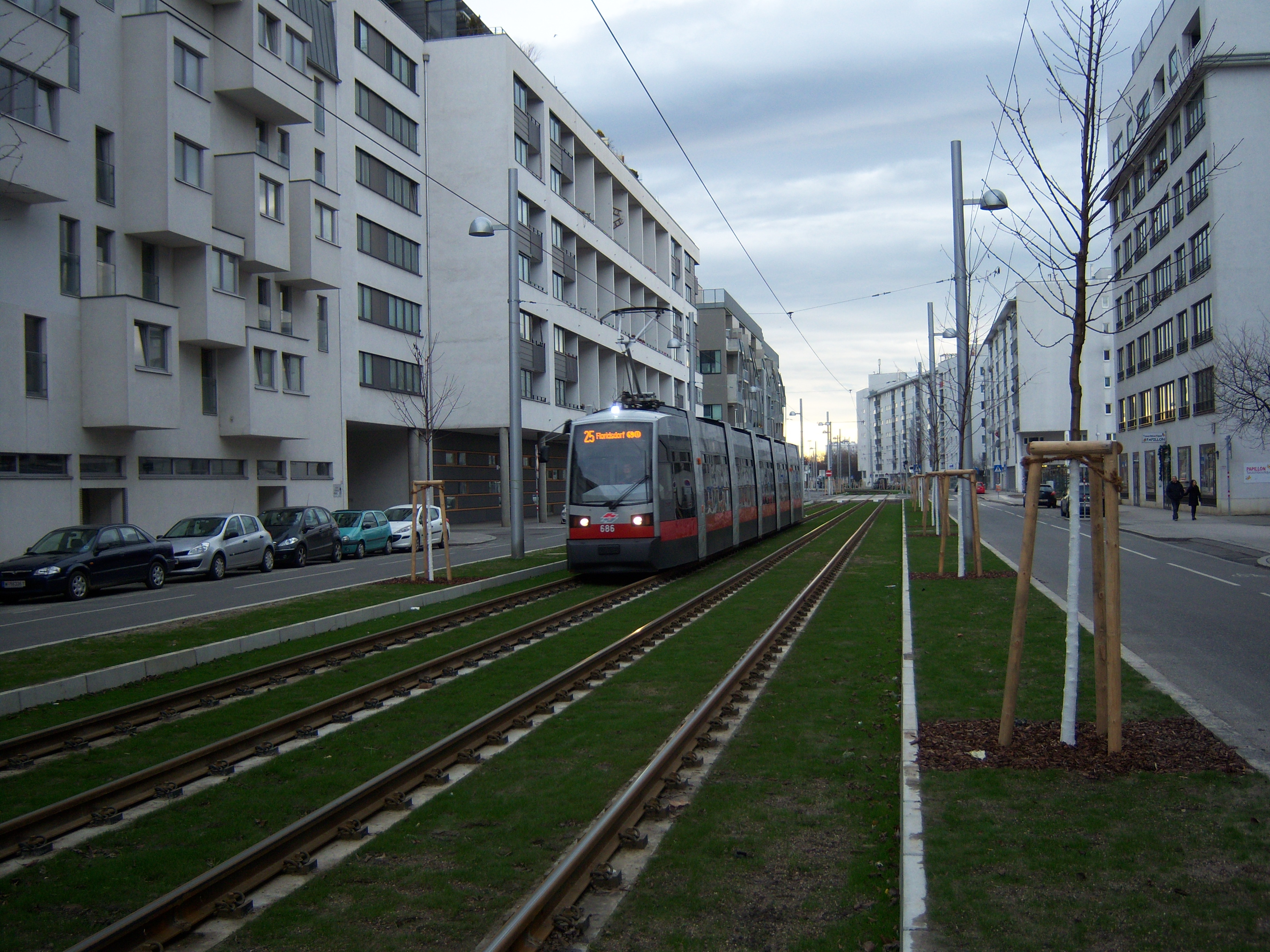
ULF a Tokistraßen. Itt a viszonylat bevezetésekor új pályát építettek

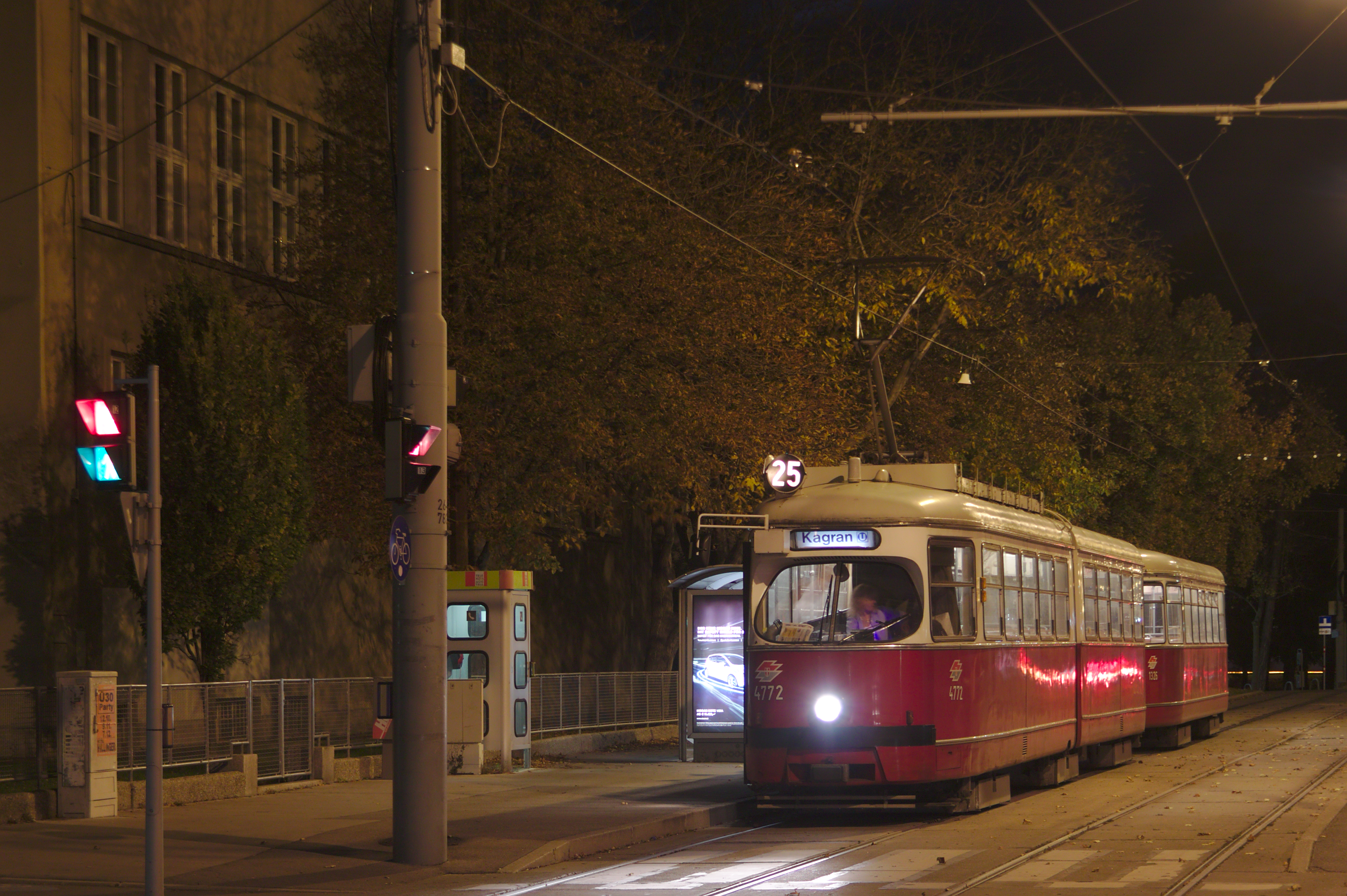
Oberdorfstraße

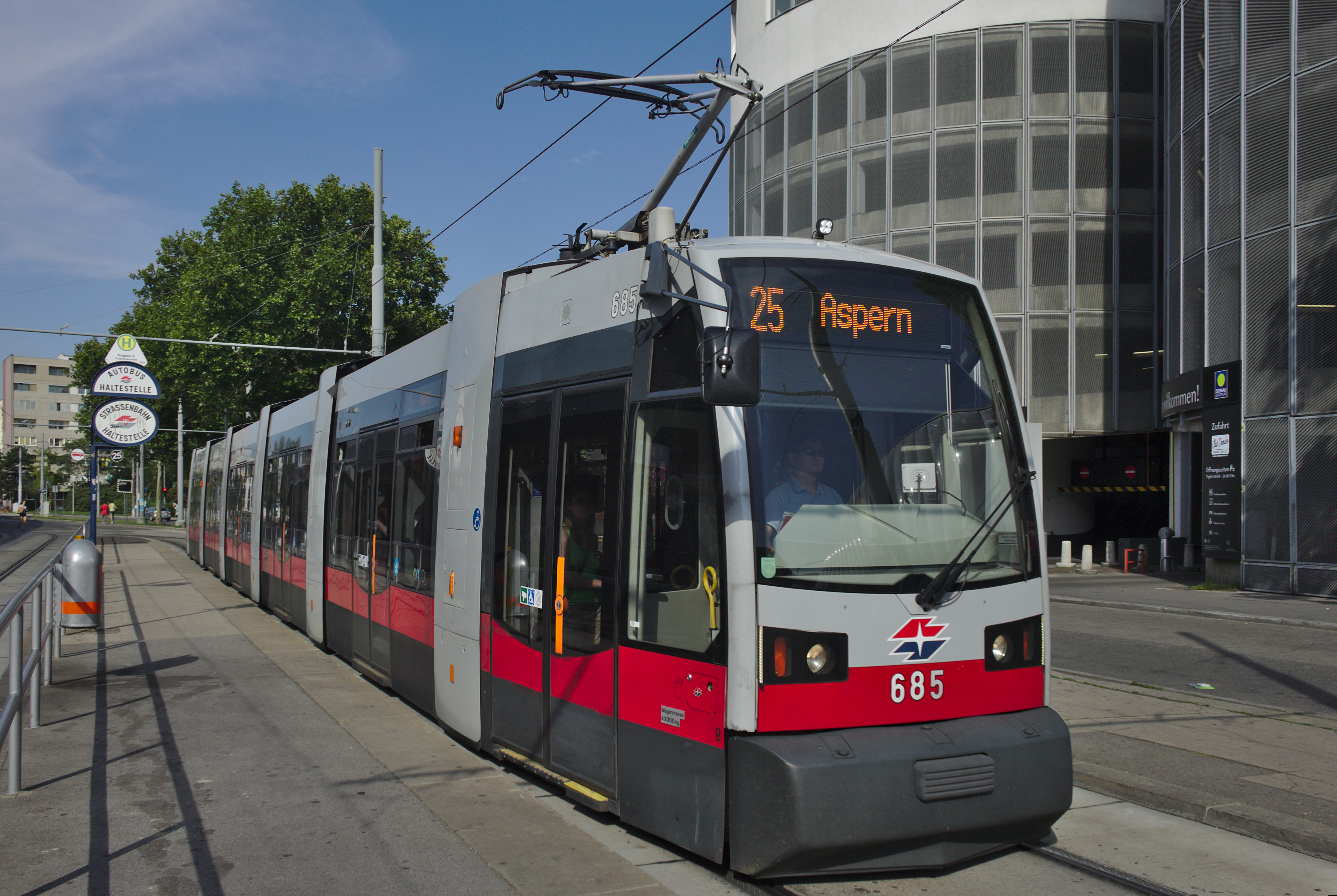
Kagran megállóhely

A bécsi 25-ös jelzésű villamos Aspernt, Kagrant és Floridsdorfot köti össze, 8,8 km hosszan. A jelenlegi 25-ös villamos 2012 decembere óta közlekedik.

## Útvonala
| → Floridsdorf | → Aspern |
| --- | --- |
| - Oberdorfstraße - Langobardenstraße - Konstanziagasse - Erzherzog-Karl-Straße - Wagramer Straße - Siebeckstraße - Adolf-Schärf-Platz - Prandaugasse - Tokiostraße - Donaufelder Straße - Hoßplatz - Schloßhofer Straße - Franz-Jonas-Platz - Leopold-Ferstl-Gasse - Linke Nordbahngasse | - Linke Nordbahngasse - Franz-Jonas-Platz - Schloßhofer Straße - Hoßplatz - Donaufelder Straße - Tokiostraße - Prandaugasse - Adolf-Schärf-Platz - Siebeckstraße - Wagramer Straße - Erzherzog-Karl-Straße - Konstanziagasse - Langobardenstraße - Oberdorfstraße |

## Járművek
A vonalon E1-es villamosok közlekednek c4-es pótkocsikkal, valamit alacsony padlós ULF villamosok, azok közül is a hosszabbik, vagyis B, és B1 típusváltozatok. A járműkiadást Floridsdorf és Kagran kocsiszínek biztosítják.

## Története
A régi 25-ös villamos Kagrant és a Pratersternt kötötte össze a Dunát is keresztezve. Miután az U1-es metró 1982. szeptember 3-án Kagranig kiépült a vonal északkeleti vége Leopoldauba került, déli vége pedig a belváros helyett Donauspital lett. 2006. szeptember 2-án az 1-es metrót Leopoldauig meghosszabbították, és ezzel együtt megszűnt a 25-ös viszonylat, Kagrantól a Donauspitalig pedig a meghosszabbított 26-os villamos bonyolította le a forgalmat.
Az új 25-ös villamos Floridsdorf vasútállomását köti össze Aspern városrésszel. A vonal megépülése az U2 Seestadtig hosszabbításával jött létre, ugyanis ekkor a 26-os villamost az újonnan épített Hausfeldstraße megálló felé terelték és részben az ő régi nyomvolán újra bevezették a 25-ös villamost. A járat azonban nem a Kagraner Platz érintésével, hanem a Tokiostraßén épülő, 1,1 km hosszú új villamosvonalon keresztül éri el Kagran metróállomást.

## Megállóhelyei
| 25 (Aspern, Oberdorfstraße ◄► Floridsdorf) | 25 (Aspern, Oberdorfstraße ◄► Floridsdorf) | 25 (Aspern, Oberdorfstraße ◄► Floridsdorf) | 25 (Aspern, Oberdorfstraße ◄► Floridsdorf)              | 25 (Aspern, Oberdorfstraße ◄► Floridsdorf) |
| Perc (↓)                                   | Megállóhely                                | Perc (↑)                                   | Átszállási kapcsolatok                                  |                                            |
| ------------------------------------------ | ------------------------------------------ | ------------------------------------------ | ------------------------------------------------------- | ------------------------------------------ |
| 0                                          | Aspern, Oberdorfstraße végállomás          | 31                                         | 93A, 97A, 98A                                           |                                            |
| 1                                          | Trondheimgasse                             | 30                                         |                                                         |                                            |
| 2                                          | Kapellenweg                                | 29                                         | 95A                                                     |                                            |
| 4                                          | Donauspital                                | 28                                         | U2 95A                                                  |                                            |
| 5                                          | Hardeggasse                                | 26                                         | U2 92A, 95A, 96A                                        |                                            |
| 6                                          | Langobardenstraße                          | 24                                         | 86A, 87A, 94A, 95A, 96A                                 |                                            |
| 8                                          | Konstanziagasse                            | 23                                         | 26A, 86A, 87A, 94A, 95A, 96A                            |                                            |
| 9                                          | Erzherzog-Karl-Straße                      | 22                                         | S80 26A, 86A, 87A, 95A, 96A                             |                                            |
| 10                                         | Polgarstraße                               | 21                                         | 26A, 94A                                                |                                            |
| 12                                         | Donaustadtstraße                           | 19                                         | 26A                                                     |                                            |
| 13                                         | Arminenstraße                              | 17                                         | 93A                                                     |                                            |
| 15                                         | Kagraner Brücke (Kagrani híd)              | 16                                         | 93A                                                     |                                            |
| 17                                         | Siebeckstraße                              | 14                                         | 22A, 26A, 93A, 94A                                      |                                            |
| 19                                         | Kagran                                     | 13                                         | U1 22A, 26A, 27A, 93A, 94A                              |                                            |
| 21                                         | Prandaugasse                               | 10                                         |                                                         |                                            |
| 22                                         | Josef-Baumann-Gasse                        | 9                                          | 26 27A                                                  |                                            |
| 24                                         | Carminweg                                  | 7                                          | 26                                                      |                                            |
| 25                                         | Fultonstraße                               | 5                                          | 26                                                      |                                            |
| 27                                         | Hoßplatz                                   | 4                                          | 26                                                      |                                            |
| 31                                         | Floridsdorf végállomás                     | 0                                          | U6 S1 , S2 , S3 , S4 , S7 26, 30, 31 28A, 29A, 33A, 34A |                                            |

## Galéria

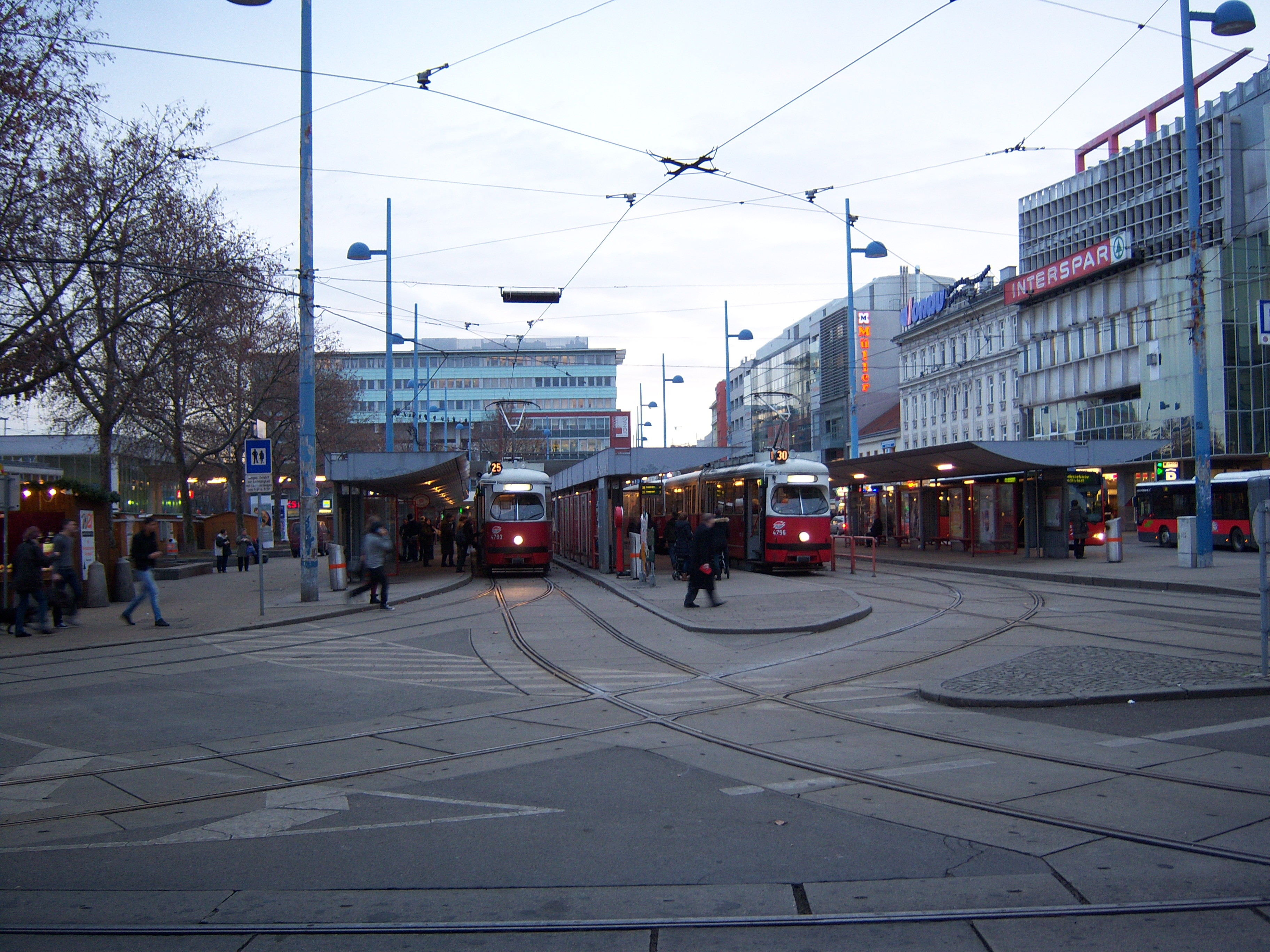
Floridsdorf az utolsó menetrendben jelölt megállóhely...
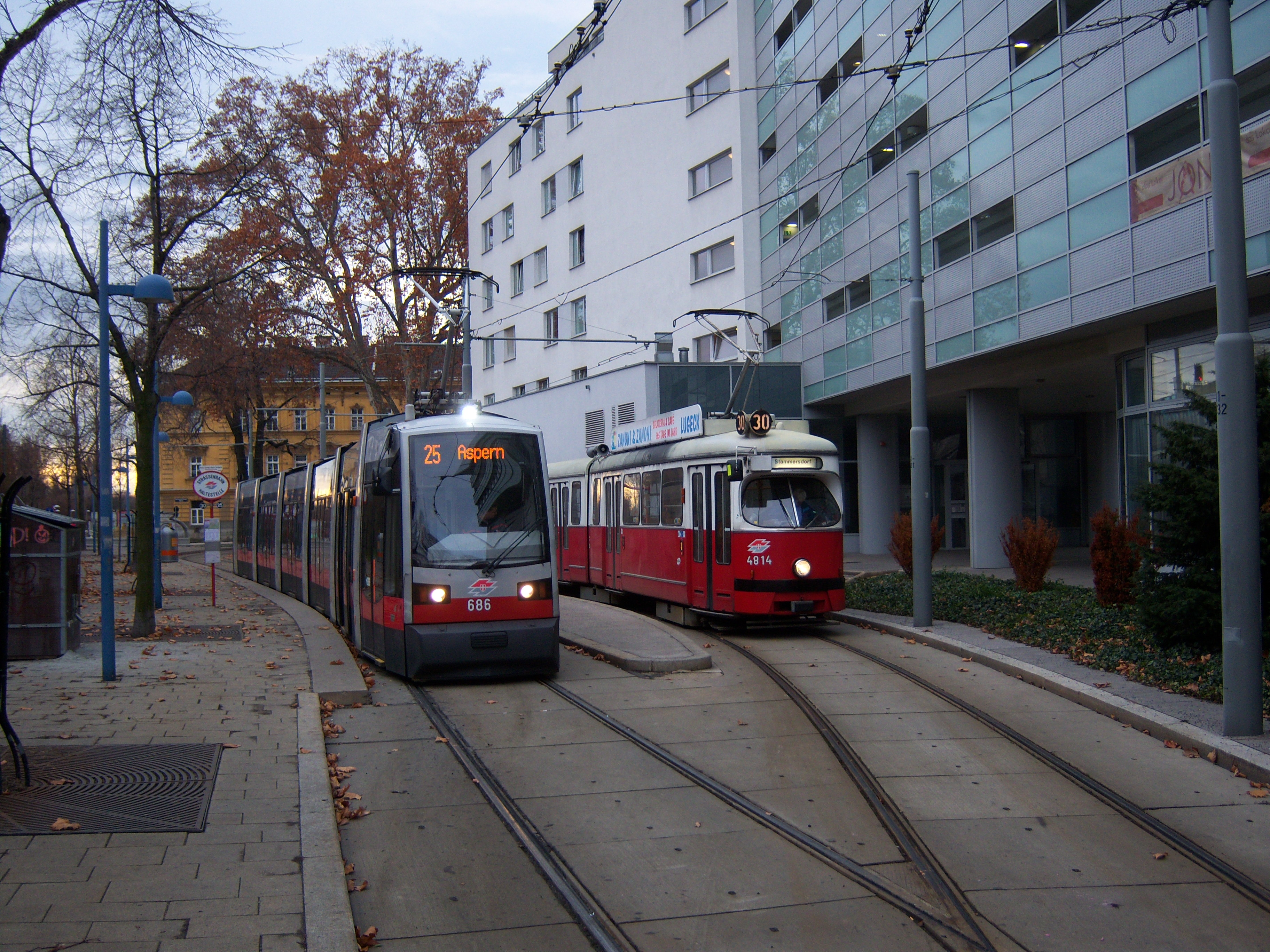
...ahonnan a villamosokat egy hurokba viszik megfordítani
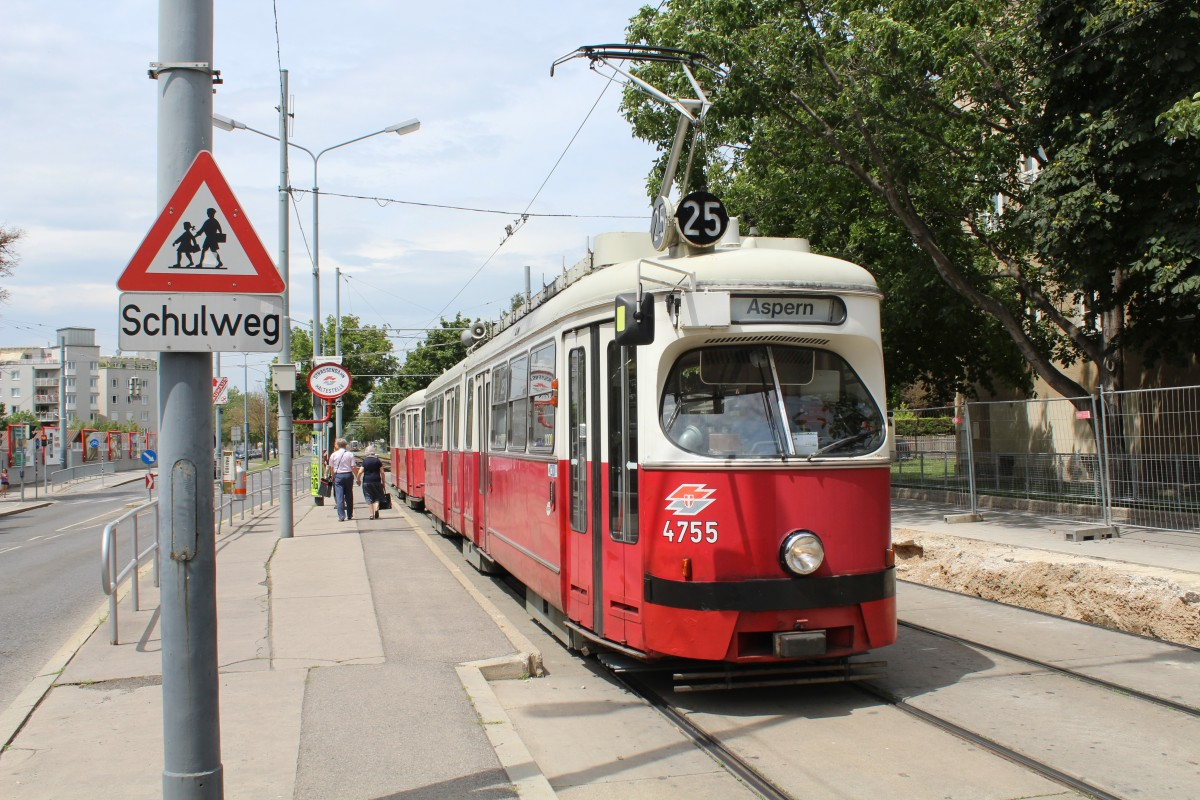
E1 motorkocsi C4 pótkocsival
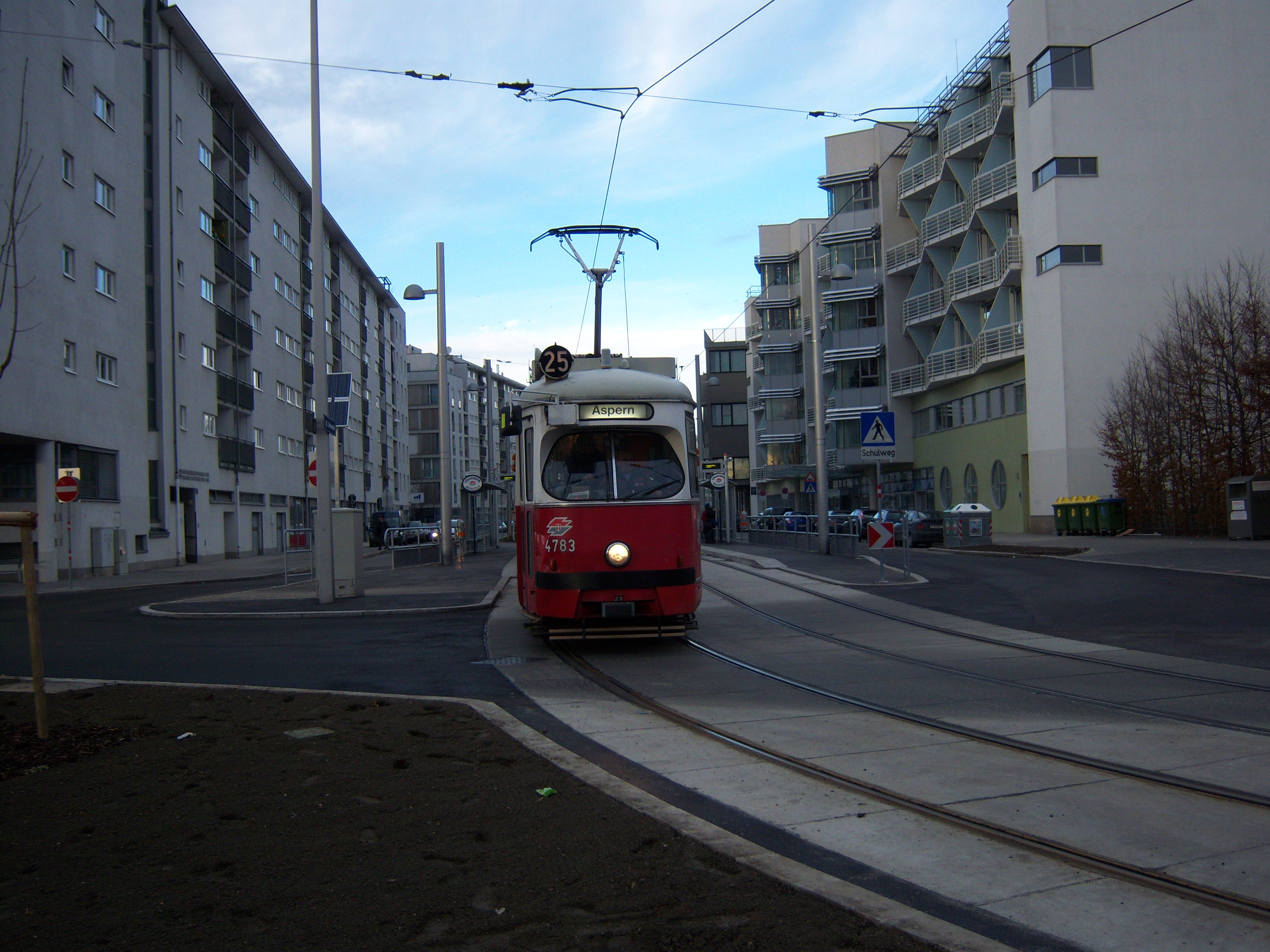
Prandaugasse